# (9009) Tirso
(9009) Tirso ist ein Asteroid des Hauptgürtels. Er wurde am 23. April 1984 vom italienischen Astronomen Vincenzo Zappalà  am La-Silla-Observatorium der Europäischen Südsternwarte in Chile (IAU-Code 809) entdeckt.
Benannt wurde der Asteroid am 20. Mai 2008 nach dem Thyrsos, einem Attribut des Dionysos in Form eines Stabes.